# Le Jeu de l'amour et du hasard (téléfilm, 1967)
Pour la comédie de Marivaux, voir Le Jeu de l'amour et du hasard.
Le Jeu de l'amour et du hasard est un téléfilm de Marcel Bluwal, présenté pour la première fois en noir et blanc le 4 mars 1967 sur la deuxième chaîne. Tournée en couleurs pour l'ORTF, cette réalisation de prestige se démarque du théâtre filmé, le réalisateur ayant choisi de traiter la pièce de Marivaux en scénario de télévision, en privilégiant les gros plans, faisant évoluer les personnages de la comédie, incarnés par des acteurs qui ont l'âge de leur rôle, dans un cadre réel, le parc et les appartements du château de Montgeoffroy.

## Synopsis
Monsieur Orgon s'apprête à accueillir Dorante, le fils d'un vieil ami (qu'il n'a jamais vu) pour qu'il fasse la connaissance de sa fille, Silvia, que les deux familles souhaitent lui voir épouser. Mais, désireux d'étudier le caractère de sa promise avant de s'engager, il use d'un subterfuge. Ayant chargé son valet Arlequin de jouer son rôle, il endosse la livrée. De son côté, Silvia a recours au même stratagème, pour les mêmes raisons, et troque sa toilette contre le tablier de sa chambrière Lisette. Il résulte de cette double ruse un heureux imbroglio, sous le regard amusé du père et du frère de Silvia, les seuls dans le secret. Sous leur déguisement, les jeunes gens, maîtres comme valets, vont se plaire et bientôt s'aimer...

## Fiche technique
- Titre : Le Jeu de l'amour et du hasard
- Production : Office national de radiodiffusion télévision française
- Date de première diffusion (Noir et blanc) :  France : 4 mars 1967 sur la Deuxième chaîne
- Rediffusions (couleur) : 1976, 1980, 1988, 1993 (TV5)
- Durée : 93 min
- Format : couleur - 1,33:1 (4/3) - Son mono

### Distribution
- Danièle Lebrun : Silvia
- Jean-Pierre Cassel : Dorante
- Françoise Giret : Lisette
- Claude Brasseur : Arlequin
- André Luguet : Monsieur Orgon
- Henri-Jacques Huet : Mario

### Équipe technique
- Réalisation : Marcel Bluwal
- Auteur de l'œuvre originale : Marivaux
- Directeur de la photographie : André Bac
- Ingénieur du son : Jacques Pietri
- Costumes : Anne-Marie Marchand
- Montage : Jean-Claude Huguet

## Analyse
Lorsqu'il tourne Le Jeu de l'amour et du hasard, Marcel Bluwal est déjà réputé pour sa manière de relire des grands auteurs classiques et de produire des téléfilms (qu'on appelait alors des « dramatiques ») qui, grâce à une mise en scène inventive et personnelle, ne sont pas de simples captations scéniques. Il a réalisé, en 1961, Le Mariage de Figaro ou la Folle Journée en grande partie en extérieurs. Début 1965 il a filmé, en 35 mm et en noir et blanc, Dom Juan ou le festin de pierre avec Michel Piccoli et Claude Brasseur, dans les extraordinaires décors du pavillon du directeur de la saline royale d'Arc-et-Senans de Nicolas Ledoux et des Grandes Écuries du château de Chantilly.

### «Faire varier le point de vue sur Marivaux»
Dans ce nouveau téléfilm, tourné lui aussi entièrement en décors naturels en 1966, il rompt avec la tradition du marivaudage pour mettre en évidence le regard critique de Marivaux sur la société de caste de son temps. Dans l'émission Les Grands Entretiens où il évoque son travail de réalisateur, il revient sur les deux Marivaux qu'il a montés, et qui ont, à ses yeux, autant d'importance que le Dom Juan. Son but était de « faire varier le point de vue sur Marivaux », car il considère que « Marivaux est pire que Sade » : chez lui, « il n'y a pas d'innocence, tout est inscrit dans les gènes ». Ne pouvant commencer par La Double Inconstance comme il le souhaitait, parce que le Français venait d'en faire une vidéo, il tourne d'abord Le Jeu.
Il s'agit aussi de sa première collaboration avec celle qui allait devenir son épouse, Danièle Lebrun, qui fait, à cette occasion, ses débuts dans un grand rôle à la télévision, et sera l'année suivante la Silvia de La Double Inconstance, tandis que Claude Brasseur reprendra le rôle d'Arlequin et Jean-Pierre Cassel celui du « premier amoureux » (le prince Lélio).

### L'utilisation de l'espace
La fréquence des changements de lieux, qui peut sembler une excessive facilité, a de l'importance. Les scènes se déroulent tantôt à l'extérieur, tantôt à l'intérieur, soulignant l'état d'esprit, puis l'évolution psychologique de Silvia.
Le téléfilm commence dans le parc, où les deux jeunes filles jouent et courent en toute liberté avant de rentrer dans le château, où Silvia explique à Lisette ses réticences à l'égard du mariage puis apprend que son promis va arriver incessamment.
Alors que les rencontres de Lisette et Arlequin, commencées dans les appartements (acte II) se poursuivent dans les jardins, celles entre Silvia et Dorante suivent un cheminement subtil. Leur première rencontre (acte I, scènes V et VI), sur le ton du badinage, est filmée sur fond de paysage, dans la perspective du parc ; la suivante, où Dorante supplie Sylvia, à genoux, de « désespére[r] une passion dangereuse » et qu'elle lui déclare : « Je t'aimerais si je le pouvais [...] » (acte II, scène IX), bien qu'en extérieur, est située sur le perron du château, avec la façade en arrière-plan ; leur troisième rencontre se produit ensuite en intérieur : progressivement la caméra semble forcer Silvia, « par un système de cercles concentriques [...] à aller jusqu'au bout de son emprisonnement jusqu'à sa propre chambre à coucher », où elle est finalement acculée, victime de son propre piège. La mise en scène souligne ainsi, par une montée dramatique, « le mouvement d'intériorisation du personnage, [qui] s'intensifie tout au long de la pièce ». L'irruption de Bourguignon/Dorante (II, XII) dans l'espace personnel de Silvia visualise en quelque sorte la place que le jeune homme a prise, malgré elle, dans le cœur de la jeune fille, et la révélation de son identité dans ce lieu-là, rendue plus intime par l'emploi de gros plans et de plans rapprochés, acquiert une intensité particulière : lorsque Silvia s'écrie « Ah ! je vois clair dans mon cœur », la caméra, par un brusque mouvement tournant, la cadre devant une porte-fenêtre, et le dialogue final entre les deux jeunes gens se passe dans l'embrasure de cette porte-fenêtre qui ouvre sur une belle échappée vers le parc ensoleillé.
Bluwal a choisi de transformer les entractes en scènes muettes qui visualisent les avancées de l'intrigue : entre le premier et le deuxième acte on voit les deux valets, sans états d'âme, flirter joyeusement dans les jardins, tandis que Silvia, dans ses appartements, rêvasse, solitaire.

### Les costumes
Les personnages masculins portent des costumes évoquant le début du XVIIIe siècle, mais ils ont les cheveux courts et pas de perruques. Orgon et son fils sont en gris-bleu, Arlequin est en confortable costume de ville dans les tons bruns. Les seules concessions au personnage traditionnel de la commedia dell'arte sont celles que suggère le texte même : la grossièreté de son langage et son manque de bonnes manières. Sa bonne humeur et sa gouaille bon enfant contrastent avec l'air sérieux et réservé de Dorante, qui arrive en livrée (aux galons très discrets) et bottes cavalières dans l'acte I, tombe la veste ensuite, restant en gilet et escarpins.
Au contraire, l'intimité entre la blonde Silvia et sa suivante, brune et piquante, est suggérée par la relative similitude de leurs vêtements et de leurs coiffures : une robe bleu pastel au premier acte, rose pâle au second, jaune au troisième, seul le grand tablier blanc indiquant la position subalterne. Ces harmonies de couleurs qui soulignent la cohésion et l'harmonie de chaque acte, s'ajoutant à la beauté du cadre et l'aspect printanier du paysage, donnent au téléfilm un caractère féérique que certains, comme Patrice Pavis, auraient tendance à lui reprocher.